# Prix Etxepare
Pour les articles homonymes, voir Etxepare.
Le prix Etxepare, est remis par les services municipaux de la langue basque de Navarre qui organisent depuis 2004 le prix de l'album jeunesse illustré en langue basque Etxepare. Ce prix a récompensé des œuvres littéraire a destination des enfants, des jeunes et des adultes tous les deux ans. 
De 2006 à 2009, ce prix était une bourse à la création d'album jeunesse, dans le but de soutenir la création et la production en langue basque. Depuis 2009, cette bourse est devenue un prix. Les candidats doivent donc proposer des œuvres terminées et prêtes à être publiées.

## Les albums récompensés
| label                                | auteur ou autrice    | illustrateur ou illustratrice | ?year | ?zerda           |
| ------------------------------------ | -------------------- | ----------------------------- | ----- | ---------------- |
| Txantxa. Quick                       | Patxi Zubizarreta    |                               | 2005  | œuvre littéraire |
| Nora joan da argia?                  | Ruben Ruiz           | Jokin Mitxelena               | 2005  | œuvre littéraire |
| Gerlari handia                       | Pello Añorga         | Jokin Mitxelena               | 2006  | œuvre littéraire |
| Zirkua amets                         | Joxantonio Ormazabal | Iraia Okina                   | 2007  | œuvre littéraire |
| Alex, nire laguna                    | Mikel Gurrutxaga     | Maite Gurrutxaga              | 2009  | œuvre littéraire |
| Katalina kontalari                   | Iñaki Zubeldia       | Estibalitz Jalón              | 2009  | œuvre littéraire |
| Euria ari duenean                    | Leire Salaberria     | Leire Salaberria              | 2010  | œuvre littéraire |
| Hara!                                | Miren Asiain         | Miren Asiain                  | 2012  | œuvre littéraire |
| Gerrak ez du izenik                  | Leire Bilbao         | Maite Mutuberria              | 2013  | œuvre littéraire |
| Hiltzaileak                          | Leire Salaberria     | Leire Salaberria              | 2014  | œuvre littéraire |
| Munstroek ere pixa egiten dute ohean | Pello Añorga         | Jokin Mitxelena               | 2015  | œuvre littéraire |
| Zerua gris dago                      | Isaak Martinez       | Liébana Goni                  | 2016  | œuvre littéraire |
| Arraroa                              | Ainara Azpiazu       | Paula Estévez                 | 2017  | œuvre littéraire |
| Cosimoren katiuskak                  | Daniel Martirena     | Ana Ibáñez                    | 2018  | œuvre littéraire |
| Etxe honetan                         | Aintzane Usandizaga  | Asier Iturralde               | 2019  | œuvre littéraire |
| Lorerik gorriena                     | Itziar Otegi         | Sandra Garaioa                | 2020  | œuvre littéraire |
| Dorotea                              | Amaia Egidazu        | Amaia Egidazu                 | 2021  | œuvre littéraire |